# Scipio (Utah)
La ville américaine de Scipio est située dans le comté de Millard, dans l’État de l’Utah. En 2012, sa population s’élevait à 326 habitants.

## Source
- (en) Cet article est partiellement ou en totalité issu de l’article de Wikipédia en anglais intitulé « Scipio, Utah » (voir la liste des auteurs).